# Regulice (województwo opolskie)
Regulice (niem. Rieglitz) – wieś w Polsce, położona w województwie opolskim, w powiecie nyskim, w gminie Nysa.

## Nazwa
9 grudnia 1947 r. nadano miejscowości polską nazwę Regulice.

## Historia
W 1933 r. w miejscowości mieszkało 213 osób, a w 1939 r. – 199 osób.